# 블리세슈트라세역
블리세슈트라세역(U-Bahnhof Blissestraße)은 베를린 샤를로텐부르크빌머스도르프구 빌머스도르프에 있는 U7의 역이다. 역의 이름이 된 도로는 과거 이 일대의 대지주였던 블리세 가문(Blisse)에서 왔다. 빌머스도르프의 중심지에 있으며, 1971년 1월 29일에 개업한 U7 북서부 연장의 초기 구간에 있는 역이다. 에스컬레이터와 엘리베이터가 설계되어 있다. 라이너 륌러가 설계했으며 승강장 천장에는 소음을 감쇠하는 사각형 구조물이 설치되어 있다. 2000년대에 벽면 타일 보수 공사를 진행했다.
원래 계획은 2016년까지 접근성 확보를 위해서 엘리베이터 2곳을 설치할 예정이었다. 그 후 승강장과 지상을 바로 잇는 엘리베이터 1곳으로 계획이 변경되었다. 엘리베이터는 2018년 11월 1일에 영업을 시작했다. 엘리베이터 설치를 위해서 약 300만 유로의 예산이 소요되었다. 이와 함께 점자 블록이 설치되었고 내부 계단이 개수되었다. 2019년부터 출입구 5곳과 양쪽 대합실의 보수 공사가 진행 중이다.
베를린 버스 101, 143, 249, 310번과 환승할 수 있다.

## 인접 철도역
| 베를린 지하철                              | 베를린 지하철 | 베를린 지하철               |
| ------------------------------------------ | ------------- | --------------------------- |
| 페어벨리너 플라츠 라트하우스 슈판다우 방면 | U7            | 베를리너 슈트라세 루도 방면 |